# 李承勋 (唐朝)
李承勋，唐朝营州柳城人，李光弼之孙。
唐宣宗大中年间，担任秦成防御使。大中十一年（857年），转任泾原节度使。当时吐蕃酋长尚延心以河、渭二州部落降唐，李承勋贪利他的羊马之富，想要诬告李承勋谋叛，尽掠其财。尚延心知道后，为他分析利害，李承勋于是表奏尚延心为河、渭都游奕使，使他统众居守。大中十二年（858年），岭南兵乱，囚禁节度使杨发，朝廷以李承勋为岭南节度使，征发邻道之兵，讨平军乱。